# ローズステークス
ローズステークスは、日本中央競馬会 (JRA) が阪神競馬場で施行する中央競馬の重賞競走 (GII) である。競馬番組表での名称は「関西テレビ放送賞 ローズステークス（秋華賞トライアル）」と表記される。
競走名の「ローズ（Rose）」は、バラを意味する英語。花言葉は「愛」「美」「幸福」。
寄贈賞を提供する関西テレビ放送は、大阪府大阪市北区に本社を置き近畿広域圏でフジネットワーク（FNS、FNN）の放送を行う民放テレビ局。開局翌年の1959年（昭和34年）より、中央競馬中継（『競馬中継』→『エキサイティング競馬』→『DREAM競馬』→『KEIBA BEAT』）を実施している。
正賞は関西テレビ放送賞。

## 概要

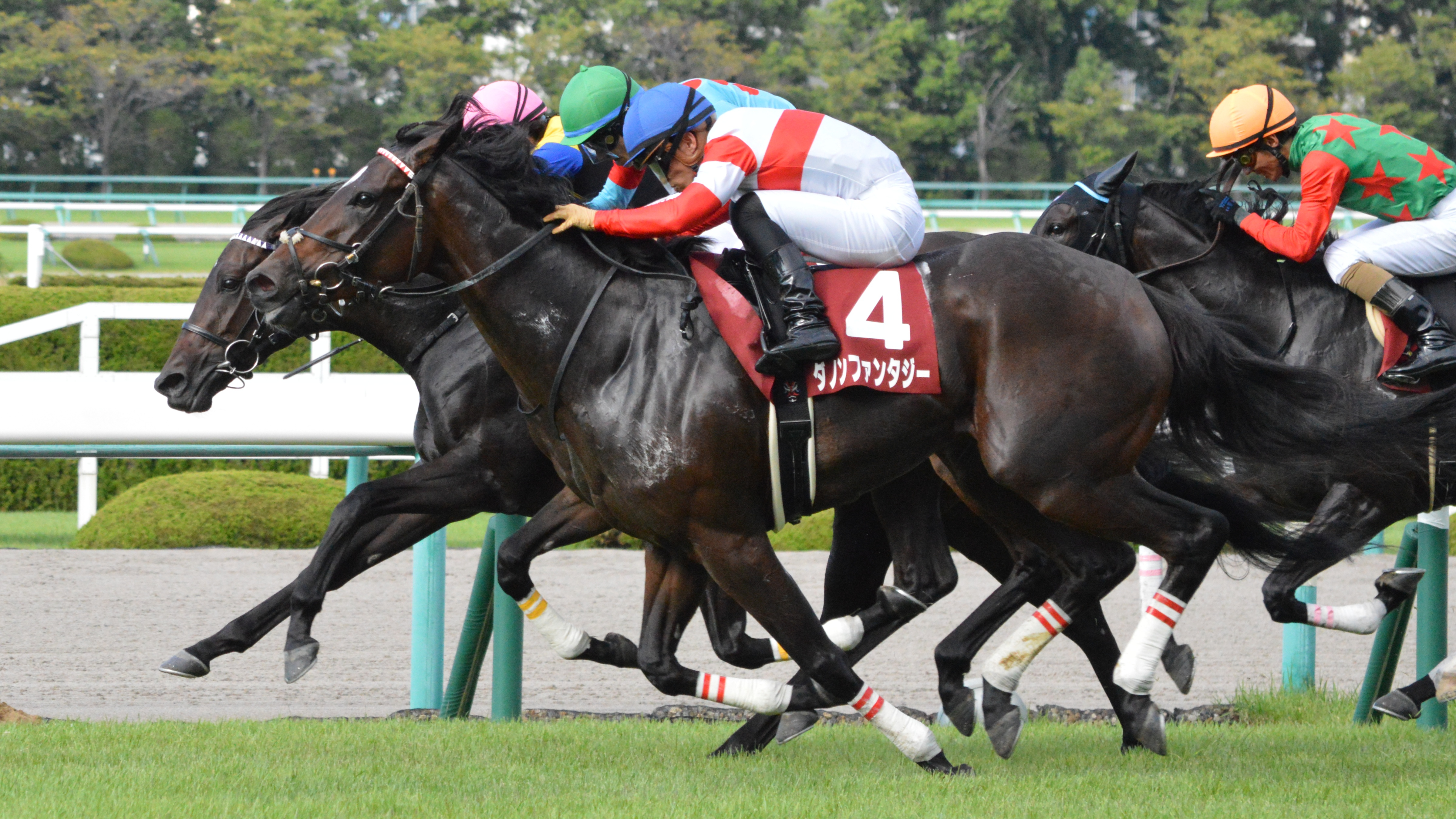
第37回優勝馬ダノンファンタジー

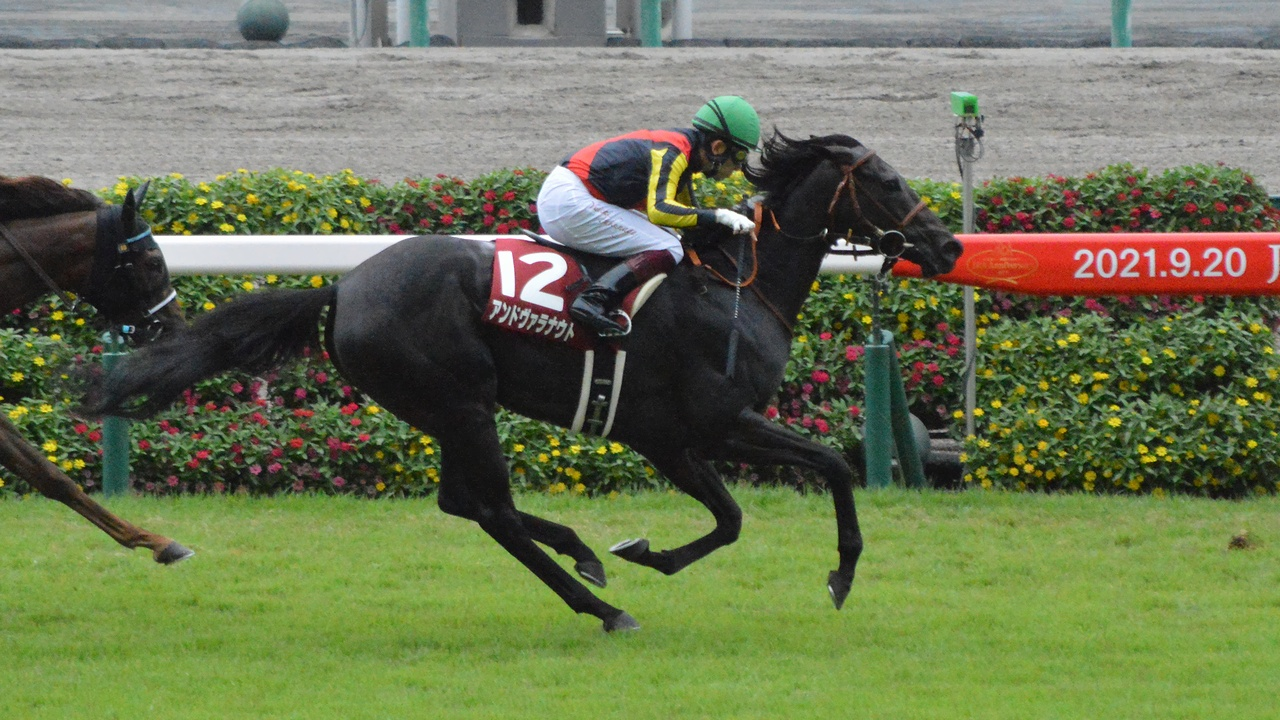
第39回優勝馬アンドヴァラナウト

3着までの馬に秋華賞の優先出走権が与えられるトライアル競走。
4歳（現3歳）牝馬による重賞競走として、1983年に創設。当初は「エリザベス女王杯トライアル」の副称がつけられ、京都競馬場の芝2000m（外回り）で10月に行われていた。1996年に秋華賞が創設されると本競走は秋華賞トライアルに改められ、阪神競馬場の芝2000mで9月の施行となった（京都競馬場の改修工事が行われた1994年も阪神競馬場で施行していた）。2007年からは阪神競馬場芝1800m（外回り）での施行となり、現在に至る。
外国産馬は1984年から、地方競馬所属馬は1995年からそれぞれ出走可能になったほか、2009年からは外国馬も出走可能な国際競走となった。

### 競走条件
以下の内容は、2024年現在のもの。
出走資格：サラ系3歳牝馬
- JRA所属馬
- 地方競馬所属馬（後述）
- 外国調教馬（優先出走）

負担重量：馬齢重量（55kg）
秋華賞のステップ競走に指定されており、地方競馬所属馬は秋華賞の出走候補馬（3頭まで）に優先出走が認められているほか、3歳春のクラシック競走・NHKマイルカップで2着以内の成績を収めた馬にも出走資格が与えられる。

### 賞金
2023年の1着賞金は5200万円で、以下2着2100万円、3着1300万円、4着780万円、5着520万円。

## 歴史
- 1983年 - 4歳牝馬による重賞競走として創設、京都競馬場の芝外回り2000mで施行[6]。当初は5着までの馬にエリザベス女王杯の優先出走権が与えられていた[10]。また、1995年まで「エリザベス女王杯トライアル」の副称もつけられた[6]。
- 1984年
  - 名称を「関西テレビ放送賞 ローズステークス」に変更[6]。
  - グレード制施行によりGII[注 1]に格付け[6]。
  - 混合競走に指定、外国産馬が出走可能になる[11]。
- 1995年 - 指定交流競走となり、地方競馬所属馬が2頭まで出走可能になる[11]。
- 1996年
  - 秋華賞の新設に伴い、秋華賞トライアルに変更[11]。
  - 地方所属馬の出走枠が3頭に拡大[11]。
  - 施行場を阪神競馬場に変更。
- 2001年 - 馬齢表示の国際基準への変更に伴い、出走条件を「3歳牝馬」に変更[11]。
- 2007年
  - 日本のパートI国昇格に伴い、格付表記をJpnIIに変更[12]。
  - 馬インフルエンザの影響により中央競馬所属馬のみで施行。
  - 施行距離を芝外回り1800mに変更。
- 2009年
  - 国際競走に変更され、外国調教馬が9頭まで出走可能になる[13]。
  - 格付表記をGII（国際格付）に変更[13]。
- 2020年
  - 京都競馬場の改修工事に伴う開催日割の変更のため中京競馬場芝2000mで施行（2021年・2022年も同様）[14]。
  - 新型コロナウイルスの感染拡大防止のため、「無観客競馬」として実施[15]。
- 2024年 ｰ 阪神競馬場リフレッシュ工事に伴う開催日割の変更のため中京競馬場芝2000mで施行[16]。

### 歴代優勝馬
距離はすべて芝コース。
優勝馬の馬齢は、2000年以前も現行表記に揃えている。
| 回数   | 施行日         | 競馬場 | 距離  | 優勝馬             | 性齢 | タイム | 優勝騎手   | 管理調教師 | 馬主                                 |
| ------ | -------------- | ------ | ----- | ------------------ | ---- | ------ | ---------- | ---------- | ------------------------------------ |
| 第1回  | 1983年10月30日 | 京都   | 2000m | ロンググレイス     | 牝3  | 2:03.5 | 河内洋     | 小林稔     | 中井長一                             |
| 第2回  | 1984年10月14日 | 京都   | 2000m | ロングレザー       | 牝3  | 2:03.4 | 河内洋     | 長浜彦三郎 | 中井長一                             |
| 第3回  | 1985年10月13日 | 京都   | 2000m | タケノハナミ       | 牝3  | 2:02.2 | 岩元市三   | 藤原敏文   | 伊坂重昭                             |
| 第4回  | 1986年10月12日 | 京都   | 2000m | メジロラモーヌ     | 牝3  | 2:01.3 | 河内洋     | 奥平真治   | （有）メジロ牧場                     |
| 第5回  | 1987年10月25日 | 京都   | 2000m | マックスビューティ | 牝3  | 2:04.0 | 田原成貴   | 伊藤雄二   | 田所祐                               |
| 第6回  | 1988年10月23日 | 京都   | 2000m | シヨノロマン       | 牝3  | 2:01.6 | 武豊       | 庄野穂積   | 庄野昭彦                             |
| 第7回  | 1989年10月22日 | 京都   | 2000m | シャダイカグラ     | 牝3  | 2:01.5 | 武豊       | 伊藤雄二   | 米田茂                               |
| 第8回  | 1990年10月21日 | 京都   | 2000m | カツノジョオー     | 牝3  | 2:00.6 | 田島良保   | 中村均     | 大高倉治                             |
| 第9回  | 1991年10月20日 | 京都   | 2000m | リンデンリリー     | 牝3  | 2:01.4 | 岡潤一郎   | 野元昭     | 林田秋利                             |
| 第10回 | 1992年10月25日 | 京都   | 2000m | エルカーサリバー   | 牝3  | 2:00.2 | 柴田政人   | 田中良平   | （株）クレアール                     |
| 第11回 | 1993年10月24日 | 京都   | 2000m | スターバレリーナ   | 牝3  | 2:00.2 | 河内洋     | 長浜博之   | （有）社台レースホース               |
| 第12回 | 1994年10月23日 | 阪神   | 2000m | ヒシアマゾン       | 牝3  | 2:00.0 | 中舘英二   | 中野隆良   | 阿部雅一郎                           |
| 第13回 | 1995年10月22日 | 京都   | 2000m | サイレントハピネス | 牝3  | 2:01.2 | 橋本広喜   | 藤沢和雄   | 吉田照哉                             |
| 第14回 | 1996年9月22日  | 阪神   | 2000m | ヒシナタリー       | 牝3  | 2:02.6 | 角田晃一   | 佐山優     | 阿部雅一郎                           |
| 第15回 | 1997年9月21日  | 阪神   | 2000m | キョウエイマーチ   | 牝3  | 2:01.6 | 松永幹夫   | 野村彰彦   | 松岡正雄                             |
| 第16回 | 1998年9月27日  | 阪神   | 2000m | ファレノプシス     | 牝3  | 2:04.4 | 武豊       | 浜田光正   | （有）ノースヒルズマネジメント       |
| 第17回 | 1999年9月26日  | 阪神   | 2000m | ヒシピナクル       | 牝3  | 2:00.8 | 河内洋     | 佐山優     | 阿部雅一郎                           |
| 第18回 | 2000年9月17日  | 阪神   | 2000m | ニホンピロスワン   | 牝3  | 2:00.3 | 福永祐一   | 田中耕太郎 | 小林百太郎                           |
| 第19回 | 2001年9月16日  | 阪神   | 2000m | ダイヤモンドビコー | 牝3  | 2:01.9 | 松永幹夫   | 藤沢和雄   | 大迫忍                               |
| 第20回 | 2002年9月15日  | 阪神   | 2000m | ファインモーション | 牝3  | 2:00.1 | 松永幹夫   | 伊藤雄二   | 伏木田達男                           |
| 第21回 | 2003年9月21日  | 阪神   | 2000m | アドマイヤグルーヴ | 牝3  | 2:01.5 | 武豊       | 橋田満     | 近藤利一                             |
| 第22回 | 2004年9月19日  | 阪神   | 2000m | レクレドール       | 牝3  | 1:59.0 | 安藤勝己   | 池江泰郎   | （有）サンデーレーシング             |
| 第23回 | 2005年9月18日  | 阪神   | 2000m | エアメサイア       | 牝3  | 2:00.1 | 武豊       | 伊藤雄二   | （株）ラッキーフィールド             |
| 第24回 | 2006年9月17日  | 中京   | 2000m | アドマイヤキッス   | 牝3  | 1:58.2 | 武豊       | 松田博資   | 近藤利一                             |
| 第25回 | 2007年9月16日  | 阪神   | 1800m | ダイワスカーレット | 牝3  | 1:46.1 | 安藤勝己   | 松田国英   | 大城敬三                             |
| 第26回 | 2008年9月21日  | 阪神   | 1800m | マイネレーツェル   | 牝3  | 1:47.3 | 川田将雅   | 五十嵐忠男 | （株）サラブレッドクラブ・ラフィアン |
| 第27回 | 2009年9月20日  | 阪神   | 1800m | ブロードストリート | 牝3  | 1:44.7 | 藤田伸二   | 藤原英昭   | 下河邉行雄                           |
| 第28回 | 2010年9月19日  | 阪神   | 1800m | アニメイトバイオ   | 牝3  | 1:45.8 | 後藤浩輝   | 牧光二     | バイオ（株）                         |
| 第29回 | 2011年9月18日  | 阪神   | 1800m | ホエールキャプチャ | 牝3  | 1:48.1 | 池添謙一   | 田中清隆   | 嶋田賢                               |
| 第30回 | 2012年9月16日  | 阪神   | 1800m | ジェンティルドンナ | 牝3  | 1:46.8 | 岩田康誠   | 石坂正     | （有）サンデーレーシング             |
| 第31回 | 2013年9月15日  | 阪神   | 1800m | デニムアンドルビー | 牝3  | 1:47.7 | 内田博幸   | 角居勝彦   | 金子真人ホールディングス（株）       |
| 第32回 | 2014年9月21日  | 阪神   | 1800m | ヌーヴォレコルト   | 牝3  | 1:46.0 | 岩田康誠   | 斎藤誠     | 原禮子                               |
| 第33回 | 2015年9月20日  | 阪神   | 1800m | タッチングスピーチ | 牝3  | 1:45.2 | C.ルメール | 石坂正     | （有）サンデーレーシング             |
| 第34回 | 2016年9月18日  | 阪神   | 1800m | シンハライト       | 牝3  | 1:46.7 | 池添謙一   | 石坂正     | （有）キャロットファーム             |
| 第35回 | 2017年9月17日  | 阪神   | 1800m | ラビットラン       | 牝3  | 1:45.5 | 和田竜二   | 角居勝彦   | 吉田和子                             |
| 第36回 | 2018年9月16日  | 阪神   | 1800m | カンタービレ       | 牝3  | 1:45.7 | C.ルメール | 中竹和也   | 石川達絵                             |
| 第37回 | 2019年9月15日  | 阪神   | 1800m | ダノンファンタジー | 牝3  | 1:44.4 | 川田将雅   | 中内田充正 | （株）ダノックス                     |
| 第38回 | 2020年9月20日  | 中京   | 2000m | リアアメリア       | 牝3  | 1:59.9 | 川田将雅   | 中内田充正 | （有）シルクレーシング               |
| 第39回 | 2021年9月19日  | 中京   | 2000m | アンドヴァラナウト | 牝3  | 2:00.0 | 福永祐一   | 池添学     | （有）サンデーレーシング             |
| 第40回 | 2022年9月18日  | 中京   | 2000m | アートハウス       | 牝3  | 1:58.5 | 川田将雅   | 中内田充正 | H.H.シェイク・ファハド               |
| 第41回 | 2023年9月17日  | 阪神   | 1800m | マスクトディーヴァ | 牝3  | 1:43.0 | 岩田望来   | 辻野泰之   | （有）社台レースホース               |
| 第42回 | 2024年9月15日  | 中京   | 2000m | クイーンズウォーク | 牝3  | 1:59.9 | 川田将雅   | 中内田充正 | (有) サンデーレーシング              |